# Friedrich Adler (filozof)
Friedrich Wolfgang Adler (ur. 9 lipca 1879 w Wiedniu, zm. 2 stycznia 1960 w Zurychu) – austriacki filozof empiriokrytycysta, pisarz, polityk, jeden z przywódców austriackich socjaldemokratów i teoretyków austromarksistowskich. Syn polityka Victora i pisarki Emmy Adler.

## Życiorys
Od 1907 do 1911 był profesorem fizyki na uniwersytecie w Zurychu i redaktorem Volkrescht, organu Socjaldemokratycznej Partii Szwajcarskiej. W czasie I wojny światowej należał do Internationale, lewicowego ugrupowania austriackiej, która głosiła hasła zakończenia wojny i przewrotu społecznego. W latach 1911–1934 był redaktorem naczelnym socjalistycznego miesięcznika Der Kampf oraz sekretarzem generalnym Socjaldemokratycznej Partii Austrii (SPÖ) w latach 1911–1916 i przywódcą jej lewego skrzydła. Od 1913 do 1918 przewodził lewicy socjaldemokratycznej w Austrii.
21 października 1916 r. Adler zastrzelił premiera Austrii Karl von Stürgkha, gdy ten jadł obiad w wiedeńskiej restauracji. Motywem było pragnienie odwetu za wprowadzenie przez premiera stanu wyjątkowego. Zabójca nie próbował uciekać. Skazany za ten czyn na śmierć przez powieszenie uniknął kary dzięki amnestii dla wszystkich przestępców politycznych (ogłoszonej z okazji objęcia władzy przez cesarza Karola I). Wiem, co zrobiłem, ale nie działałem antypatriotycznie – wyjaśnił zamachowiec. Karę zamieniono na 18 lat pozbawienia wolności.
Po wyjściu z więzienia w 1918 r. (na skutek kolejnej amnestii) działał w Międzynarodówce Socjalistycznej. W czasie rewolucji 1918–1919 opowiadał się za radami robotniczym. W latach 1919–1923 był posłem do parlamentu Austrii. Był założycielem i jedynym sekretarzem generalnym Międzynarodowej Wspólnoty Pracy Partii Socjalistycznych. Przewodził jej od 1923 do 1940 r., kiedy to wyemigrował do USA. W 1946 wyjechał do Zurychu.
Żonaty z fizyczką litewskiego pochodzenia, Kathią Adler z domu Germanickaja (1879–1969), miał troje dzieci.

## Poglądy
Friedrich Adler należał do zwolenników empiriokrytycyzmu, który uważał za filozofię współczesnego przyrodoznawstwa. Elementami empiriokrytycyzmu usiłował dążył do uzupełnienia materializmu dialektycznego i w ten sposób do odnowienia podstaw marksizmu. W poglądach socjologicznych i społeczno-politycznych podzielał zasadnicze koncepcje austromarksizmu, chociaż w poszczególnych kwestiach (zwłaszcza w okresie rewolucji) zajmował bardziej lewicowe stanowisko. W późniejszych latach międzywojennych stanął na pozycji reformizmu. Krytyk Włodzimierza Lenina.